# Český kancionál svatováclavský
Český kancionál svatováclavský představoval po Cyrilometodějském kancionálu druhý pokus o sjednocení českého kostelního zpěvu. Sestavil jej Msgre. Jan Nepomuk Boháč se spolupracovníky a vydal pražský ordinariát péčí Obecné jednoty cyrilské v nakladatelství Universum v Praze roku 1947. Obsahoval jen 75 písní a měl být společným základem pro budoucí diecézní zpěvníky, v praxi se však neujal. Na rozdíl od Českého kancionálu, v němž byly texty upraveny podle zásad přízvučné prozodie, se snažil o návrat k původnímu znění, považovanému jeho sestavovateli za jediné správné.